# Safet Hadžić
Safet Hadžić, slovenski nogometaš in trener, * 8. november 1968, Ljubljana.
Hadžić je večji del kariere igral v slovenski ligi za klube Slovan, Gorica, Celje, Olimpija, Vevče, Domžale, Beltinci, Mura, Livar, NK Ljubljana
in FC Ljubljana. Skupno je v prvi slovenski ligi odigral 158 uradnih tekem in dosegel sedem golov. 
Leta 2010 je kot glavni trener vodil Olimpijo, leta 2012 je bil pomočnik trenerja v slovenski reprezentanci ob Slaviši Stojanoviču, od jeseni leta 2014 do leta 2016 je vodil Ivančno Gorico, aprila 2017 je ponovno prevzel Olimpijo do konca sezone. Aprila 2019 je tretjič prevzel vodenje Olimpije.